# Alan A’Court
Alan A’Court (ur. 30 września 1934 w Rainhill; zm. 15 grudnia 2009) – angielski piłkarz występujący na pozycji pomocnika.

## Kariera klubowa
Karierę rozpoczął w amatorskich zespołach Prescot Calbes i Prescot Celtic. We wrześniu 1952 przeszedł do Liverpoolu, odrzucając wcześniej propozycje Evertonu i Boltonu Wanderers. W Liverpoolu zadebiutował 7 lutego 1953 w meczu ligowym z Middlesbrough. 14 marca 1953 w spotkaniu z Sunderlandem zdobył natomiast swoją pierwszą bramkę.
W sezonie 1953/1954 wystąpił 16 razy, jednak Liverpool spadł do Second Division. Po spadku klubu stał się podstawowym graczem zespołu. W wieku 24 lat i 89 dni stał się najmłodszym piłkarzem, który rozegrał 200 meczów dla Liverpoolu. W sezonie 1961/1962 wraz ze swoim zespołem powrócił do First Division. W pierwszym sezonie po powrocie rozegrał 23 mecze. Natomiast w sezonie 1963/1964, w którym Liverpool zdobył mistrzostwo Anglii, nie rozegrał żadnego meczu z powodu kontuzji.
W październiku 1964 został sprzedany za 4,5 tysiąca funtów do Tranmere Rovers. Przedtem zdążył jeszcze wystąpić w historycznym, pierwszym meczu Liverpoolu w europejskich pucharach, w którym zespół z Anglii pokonał 6–1 islandzki Reykjavíkur. Łącznie dla Liverpoolu rozegrał 382 spotkania we wszystkich rozgrywkach, w których zdobył 63 bramki. W Tranmere wystąpił natomiast 50-krotnie.

## Kariera reprezentacyjna
17 października 1956 w meczu z Francją zadebiutował w reprezentacji Anglii do lat 23. Łącznie rozegrał w niej 7 meczów i zdobył jedną bramkę.
6 listopada 1957 w spotkaniu z Irlandią Północną po raz pierwszy zagrał w dorosłej kadrze. W spotkaniu tym zdobył również bramkę. Przez Waltera Winterbottoma został także powołany na mistrzostwa świata w 1958 roku, gdzie zagrał w trzech grupowych meczach. Łącznie w barwach Anglii rozegrał pięć meczów.

## Kariera trenerska
W lipcu 1966 został grającym trenerem w Norwich City. Na początku 1969 był również asystentem trenera w Chester FC, zaś do września tego samego roku pełnił również tę funkcję w zespole Crewe Alexandra. W 1970 dołączył do sztabu szkoleniowego Stoke City, a w 1978 przez jeden miesiąc był asystentem szkoleniowca. Później A’Court był trenerem między innymi w Zambii i Nowej Zelandii.